# Гоулдторп, Эрни
Э́рнест Хо́лройд Го́улдторп (англ. Ernest Holroyde Goldthorpe; 8 июня 1898 — 5 ноября 1929), более известный как Э́рни Го́улдторп (англ. Ernie Goldthorpe) — английский футболист, выступавший на позиции центрального нападающего.

## Биография
Родился в Мидлтоне, Лидс, в 1898 году в семье регбистов. В военный период служил в Колдстримском гвардейском полку. Будучи расквартированным в Лондоне, Эрни выступал за «Тоттенхэм Хотспур». После окончания войны стал профессиональным футболистом, подписав контракт с «Брэдфорд Сити». Провёл в клубе один сезон, сыграв в 19 матчах, в которых забил 6 мячей.
В 1920 году Гоулдторп стал игроком только что вступившего в Футбольную лигу клуба «Лидс Юнайтед». Его карьере в клубе мешали травмы, и он провёл за «Лидс» только 6 матчей и забил 2 мяча. В марте 1922 года вернулся в «Брэдфорд Сити», но уже в осенью того же года был продан в «Манчестер Юнайтед».
Первый матч в составе «Манчестер Юнайтед» провёл 11 ноября 1922 года во встрече против «Лейтон Ориент», забив гол в своей дебютной игре. 10 февраля 1923 года забил четыре гола в ворота «Ноттс Каунти». Всего в сезоне 1922/23 забил за «Юнайтед» 14 мячей, став лучшим бомбардиром команды. Выступал за клуб на протяжении трёх сезонов, сыграв 30 матчей и забив 16 мячей. В октябре 1925 года был продан в клуб «Ротерем Юнайтед».
В 1929 году скончался от сердечного приступа на фоне двусторонней пневмонии в возрасте 31 года. Он шёл домой после игры в бадминтон и упал замертво на улице.

## Статистика выступлений
| Клуб              | Сезон            | Лига | Лига | Кубок | Кубок | Итого | Итого |
| Клуб              | Сезон            | Игры | Голы | Игры  | Голы  | Игры  | Голы  |
| ----------------- | ---------------- | ---- | ---- | ----- | ----- | ----- | ----- |
| Брэдфорд Сити     | 1919/20          | 15   | 3    | 4     | 3     | 19    | 6     |
| Брэдфорд Сити     | Итого            | 15   | 3    | 4     | 3     | 19    | 6     |
| Лидс Юнайтед      | 1920/21          | 6    | 2    | 0     | 0     | 6     | 2     |
| Лидс Юнайтед      | Итого            | 6    | 2    | 0     | 0     | 6     | 2     |
| Брэдфорд Сити     | 1921/22          | 0    | 0    | 0     | 0     | 0     | 0     |
| Брэдфорд Сити     | Итого            | 0    | 0    | 0     | 0     | 0     | 0     |
| Манчестер Юнайтед | 1922/23          | 22   | 13   | 3     | 1     | 25    | 14    |
| Манчестер Юнайтед | 1923/24          | 4    | 1    | 0     | 0     | 4     | 1     |
| Манчестер Юнайтед | 1924/25          | 1    | 1    | 0     | 0     | 1     | 1     |
| Манчестер Юнайтед | Итого            | 27   | 15   | 3     | 1     | 30    | 16    |
| Ротерем Юнайтед   | 1925/26          | 2    | 1    | 0     | 0     | 2     | 1     |
| Ротерем Юнайтед   | Итого            | 2    | 1    | 0     | 0     | 2     | 1     |
| Всего за карьеру  | Всего за карьеру | 50   | 21   | 7     | 4     | 57    | 25    |